# Тревор Слэттери
Тре́вор Слэ́ттери (англ. Trevor Slattery) — персонаж медиафраншизы «Кинематографическая вселенная Marvel» (КВМ), в прошлом исполняющий роль персонажа «Marvel Comics», широко известного под псевдонимом «Мандари́н» (англ. Mandarin)
Тревор является актёром, любящим произведения Уильяма Шекспира. В 2013 году Слэттери нанимает Олдрич Киллиан, чтобы он изображал легендарного террориста под псевдонимом «Мандарин» — организатора и лидера террористической организации «Десять колец», оказывая давление на правительство США. Однако Тони Старк и Джеймс Роудс раскрывают его, в результате чего его берут под арест. Некоторое время спустя, Тревора освобождают реальные участники организации «Десять колец» и заточают на базу по приказу их реального лидера — Венву. В 2024 году Шан-Чи, Сялинь и Кэти также попадают под арест к Венву и встречают Тревора. За время, проведенное в заточении, Тревор познакомился с мифическим существом Моррисом и научился понимать его. Троица вызволяет Тревора, и затем, с помощью Морриса, Тревор направляет их в мифическую деревню Та Ло. Попав в деревню, Тревор помогает её жителям в защите против Обитателя Тьмы, и после победы остаётся в Та Ло вместе с Моррисом.
Роль Тревора в КВМ исполнил британский актёр Бен Кингсли. Впервые Тревор появляется в фильме «Железный человек 3» (2013). В дальнейшем Слэттери появляется в короткометражном фильме «Да здравствует король» (2014), а затем с второстепенной ролью в фильме «Шан-Чи и легенда десяти колец» (2021). Кингсли вернётся к роли Слэттери в сериале «Чудо-человек».
Общая реакция на персонажа была смешанной: многие фанаты комиксов критиковали персонажа и то, как его появление повлияло на изображение Мандарина в фильме, в то время как другие защищали оборот, отмечая его социальный комментарий и то, как он избегал якобы расистской карикатуры на Мандарина из комиксов. Также раскрытие того, что Кингсли играет Слэттери, а не Мандарина, в фильме получило как реакцию фанатов, так и похвалу критиков.

## Концепция и создание
При написании сценария для «Железного человека 3» Шейн Блэк и Дрю Пирс хотели тематически отразить «идею Тони [Старка] о фальшивых лицах и идею двойной личности Тони как супергероя, который в основном использует свое самоопределение. через фальшивое лицо Железного Человека». Пирс сказал: «А что, если Мандарин — актер?» Блэку, и персонаж развивался оттуда. Бен Кингсли вступил в переговоры о роли в апреле 2012 года, и присоединился к составу «Железного человека 3» к сентябрю, когда заявил: «Совсем скоро я буду со всеми, и мы обсудим внешний вид и ощущения. и направление персонажа. Пока еще очень рано, но я так взволнован, что оказался на борту».
Идея для Marvel One-Shots, концентрированная на Слэттери, была задумана на «Железном человеке 3», поставленной Пирсом и продюсером Стивеном Бруссаром. Marvel Studios и консультант Джосс Уидон положительно оценили короткометражку, полагаясь на участие Кингсли. В октябре 2013 года Кингсли сказал, что вместе с Marvel работал над секретным проектом с участием «многих членов команды, которые были задействованы в Железном человеке 3». Позже выяснилось, что это короткометражка, написанная и снятая Пирсом. Хотя некоторые диалоги написаны в ответ на критику образа Мандарина в «Железном человеке 3», сюжет был написан просто как продолжение сюжетной линии Десяти колец и Мандарина, представленных во всех фильмах о Железном человеке. Пирс написал короткометражку так, чтобы она была достаточно неопределенной, чтобы сюжетную линию можно было продолжить в будущих фильмах или телесериалах.

## Вымышленная биография

### Террорист-актёр

Тревор Слэттэри в роли Мандарина в фильме «Железный человек 3» (2013)

Слэттери является отвергнутым наркозависимым актёром, которого нанимает Олдрич Киллиан и аналитический центр «А.И.М.», чтобы он изображал легендарного террориста под псевдонимом «Мандарин» — организатора и лидера террористической организации «Десять колец», оказывая давление на правительство США. Слэттери снимается в пропагандистских видеороликах, транслируемых по всему миру в качестве прикрытия для взрывных экспериментов Киллиана с программой «Экстремис». Слэттери живёт, не обращая внимания на истинный смысл своих действий, в окружении богатства и наркотиков, предоставленных «А.И.М.». В конечном итоге, Тони Старк раскрывает реальную личность Тревора и убивает Киллиана. После этого, Слэттери арестовывают, однако он продолжает наслаждаться популярностью, которую он получил после ареста.

### Вызволение из ареста
В тюрьме Сигейт Слэттери живет в роскоши, со своим личным «дворецким» и обожающими поклонниками среди других сокамерников, пока его не вызволяет Джексон Норрис — участник реальной террористической организации «Десять колец», изображающий из себя документального режиссера, который объясняет, что настоящий лидер организации недоволен действиями Слэттери, использующим титул лидера организации, в результате чего его заточают в тюрьму организации в горах.

### Исправление и помощь Шан-Чи
В 2014 году, настоящий лидер организации «Десять колец» — Венву, помещает Тревора в темницу на своей базе в горах. Через несколько лет, Слэттери встречает мифическое существо по имени Моррис, и за время, проведённое с ним, учится его понимать. В 2024 году, Шан-Чи, Сялинь и Кэти попадают под арест Венву и встречают Слэттери. Полностью изменив свой образ, Тревор практикует стихи Уильяма Шекспира, и выступает у организации местным шутом. Троица вызволяет Тревора и Морриса из базы Венву и отправляется в бамбуковый лес. При помощи Морриса, Тревор направляет их через бамбуковый лес в мифическую деревню Та Ло в альтернативной реальности. Прибыв в деревню, Слэттери присоединяется к жителям деревни в противостоянии сначала с Венву и организацией «Десять колец», а затем, после объединения команд, противостоит Обитателю Тьмы и его приспешникам. Некоторое время спустя, Тревор на время всей битвы притворяется мёртвым, вместе с Моррисом. После битвы, Слэттери, вместе с жителями Та Ло поминает погибших в битве и остаётся в деревне.

## Характеристика
Для своего исполнения в роли Слэттери в роли Мандарина Кингсли «хотел голос, который сбил бы с толку западную аудиторию. Мне нужен был голос, который звучал бы гораздо более местно и знакомо — знакомый, как голос учителя или голос проповедника. Ритмы и тона серьезный, почти доброжелательный учитель, пытающийся обучать людей для их же блага». Блэк объяснил, что часть изменения персонажа из комиксов заключалась в том, чтобы избежать стереотипа Фу Манчу и вместо этого сказал, что он «накидывает вокруг себя плащ из китайских символов и драконов, потому что он представляет его навязчивую идею Сунь-Цзы в различных древних военных искусствах, которые он изучал». Видео, в которых Мандарин дает историческую справку об «атаках», показывают, как он был создан «мозговым центром людей, пытающихся создать современного террориста», и таким образом, «представляет каждого террориста по-своему» из Южной Америки тактика повстанцев на видео Усамы бен Ладена. Полковник Курц из «Апокалипсиса сегодня» также оказал влияние на Мандарина.

## Восприятие
Раскрытие Тревора Слэттери в фильме «Железный человек 3» после того, как только его террористическая личность Мандарина была найдена, было встречено неоднозначной реакцией, поскольку многие фанаты комиксов выступили против изменений, внесенных в оригинального персонажа. Мэтт Сингер из Business Insider защитил оборот, сказав: «Они не расстроены фильмом, потому что он плохой — это было бы законной жалобой — они расстроены, потому что он хорош, но не так, как был в оригинальных комиксах». Сингер чувствовал, что фильм «довольно блестяще обходит это минное поле [расистской карикатуры комиксов], используя его в качестве топлива для сатиры; раскрывая миш-маш востоковедных образов Мандарина Кингсли как конструкцию, призванную разыграть страхи невежественных людей. предполагает, что нам следует гораздо больше беспокоиться о хорошо одетом, аморальном генеральном директоре, чем о расплывчато определенном „Другом“ из множества плохих произведений поп-культуры ... Отчасти в „Железном человеке 3“ мне понравилось то, что он сделал что-то другое. Там, где некоторые читатели увидели пощечину, я увидел освежающие изменения».
Девин Фарачи из Birth.Movies.Death. обнаружил, что персонаж более «удовлетворителен», чем могла бы быть более точная версия персонажа, заявив, что «раскрытие правды, лежащей в основе Мандарина, было бы бесполезным, если бы с ним плохо обращались. К счастью, Блэк выбрал на эту роль сэра Бена Кингсли, и тот сносит роль. В роли Мандарина он является сердцем тьмы, стилизованным слиянием демагогов и террористов за четыре десятилетия. В роли Тревора Слэттери … он комический мечта, беспорядочная неразбериха, в которую Кингсли просто весело падает. Это блестящее исполнение». Джои Эспосайто, писавший для IGN, был «полностью шокирован» негативной реакцией фанатов на персонажа, чувствуя, что обновление было улучшением, поскольку он избегал «традиционного изображения персонажа, которое является увековечиванием стереотипа, которому нет места. в современном обществе». Эспосайто подумал, что даже первоначальное изображение Мандарина в фильме было «нелепым и глупым», и что показ Слэттери «погащил» эту часть фильма для него.
В ответ на споры фанатов Пирс сказал: «Я невероятно горжусь тем, что мы сделали, а также тем фактом, что мы на самом деле прятали сюрприз в большой летний фильм, что, с точки зрения логистики, действительно сложно сделать. , сейчас. Я был удивлен тем, что небольшая, но вокальная группа злится по поводу [смены персонажа], но … я видел, как этот сюрприз может быть шоком. И мне жаль, что это разозлило людей, но мне также нравится, что это наша работа это раздвигать границы и удивлять и надеюсь, восхищать». Блэк, также отвечая на споры, сказал: «Что мне было полезно в исполнении Мандарина в этом фильме, так это то, что он предлагает способ показать, как люди замешаны в страхе … надеюсь, , к концу вы говорите: „Да, мы действительно испугались Мандарина, но в конце концов он действительно был не так уж плох“. Фактически, все это было всего лишь продуктом этого анонимного закулисного парня», а не «доступной и очевидной целью», «посланием, более интересным для современного мира».
В обзоре «Да здравствует король» Клифф Уитли, также из IGN, описал короткометражку как «возвращение к милой личности незадачливого Тревора … которая должна удовлетворить как поклонников, так и ненавистников» персонажа. Он добавил, что «Кингсли снова блестит в роли Слэттери, отчужденного и невежественного, но более чем счастливого вернуться в режим Мандарина, если он понравится его обожающим поклонникам». Фарачи чувствовал, что персонаж «идеально использовался в „Железном человеке 3“, и дав ему больше экранного времени здесь, в спин-офф проекте, он чувствует правильный способ вернуться к нему. Кингсли весело проводит время, рассказывая множество замечательных шуток и погружаясь прямо в невежественного, эгоцентрического персонажа, который представляет все наши худшие стереотипы об актёрах».